# Miss World 1965
| Data:                | 19 listopada 1965               |
| Kraj:                | Wielka Brytania                 |
| Miasto:              | Londyn                          |
| Gala finałowa:       | Lyceum Theatre                  |
| Liczba uczestniczek: | 48                              |
| Zwyciężczyni:        | Lesley Langley, Wielka Brytania |
| Poprzedniczka:       | Ann Sidney, Wielka Brytania     |
| Następczyni:         | Reita Faria, Indie              |
| -------------------- | ------------------------------- |

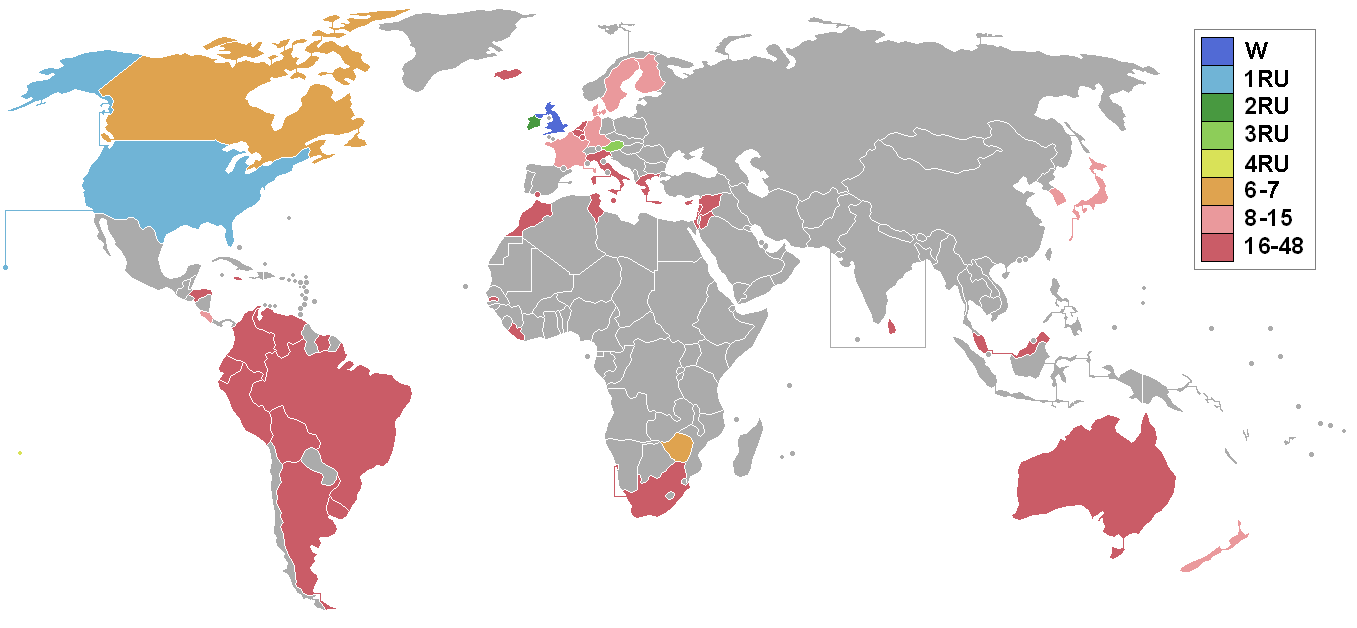
Kraje i terytoria, które wysłały delegacje oraz zajęte miejsce

Miss World 1965 – 15. wybory w historii konkursu Miss World. Gala finałowa odbyła się 19 listopada 1965 r. w Lyceum Theatre w Londynie. Tytuł i koronę Miss World zdobyła kolejny raz reprezentantka Wielkiej Brytanii – Lesley Langley.

## Wyniki
| Wyniki finału   | Uczestniczka/Uczestniczki |
| --------------- | --- |
| Miss World 1965 | - Wielka Brytania – Lesley Langley |
| 1. wicemiss     | - Stany Zjednoczone – Dianna Lynn Batts |
| 2. wicemiss     | - Irlandia – Gladys Anne Waller |
| 3. wicemiss     | - Austria – Ingrid Kopetzky |
| 4. wicemiss     | - Tahiti – Marie Tapare |
| Finalistki      | - Kanada – Carol Ann Tidey - Rodezja – Lesley Bunting |
| Półfinalistki   | - Dania – Yvonne Hanne Ekman - Finlandia – Raija Marja-Liisa Salminen - Francja – Christiane Sibellin - Japonia – Yuko Oguchi - Korea Południowa – Lee Eun-ah - Kostaryka – Marta Eugenia Escalante Fernández - RFN – Karin Schütze - Nowa Zelandia – Gay Lorraine Phelps - Szwecja – Britt-Marie Lindblad |

## Uczestniczki
- Argentyna – Lidia Alcira Diaz
- Australia – Jan Rennison
- Austria – Ingrid Kopetzky
- Belgia – Lucy Emilie Nossent
- Boliwia – Gabriela Cornel Kempff
- Brazylia – Berenice Lunardi
- Cejlon – Shirlene Minerva de Silva
- Cypr – Krystalia Psara
- Dania – Yvonne Hanne Ekman
- Ekwador – Corine Mirguett Corral
- Finlandia – Raija Marja-Liisa Salminen
- Francja – Christiane Sibellin
- Gambia – Ndey Jagne
- Gibraltar – Rosemarie Viňales
- Grecja – Maria Geka
- Holandia – Janny de Knegt
- Honduras – Edda Ines Mungula
- Irlandia – Gladys Anne Waller
- Islandia – Sigrun Vignisdóttir
- Izrael – Shlomit Gat
- Jamajka – Carol Joan McFarlane
- Japonia – Yuko Oguchi
- Jordania – Nyla Munir Haddad
- Kanada – Carol Ann Tidey

- Kolumbia – Nubia Angelina Bustillo Gallo
- Korea Południowa – Lee Eun-ah
- Kostaryka – Marta Eugenia Escalante Fernández
- Liban – Yolla George Harb
- Liberia – Melvilla Mardea Harris
- Luksemburg – Marie-Anne Geisen
- Malezja – Clara Eunice de Run
- Malta – Wilhelmina Mallia
- Maroko – Lucette Garcia
- RFN – Karin Schütze
- Nowa Zelandia – Gay Lorraine Phelps
- Peru – Lourdes Cárdenas Gilardi
- Południowa Afryka – Carrol Adele Davis
- Rodezja – Lesley Bunting
- Stany Zjednoczone – Dianna Lynn Batts
- Surinam – Anita van Eyck
- Syria – Raymonde Doucco
- Szwecja – Britt Marie Lindblad
- Tahiti – Marie Tapare
- Tunezja – Zeineb Ben Lamine
- Urugwaj – Raquel Luz Delgado
- Wenezuela – Nancy Elizabeth González Aceituno
- Wielka Brytania – Lesley Langley
- Włochy – Guya Libraro

## Notatki dot. państw uczestniczących

### Debiuty
- Gambia
- Kostaryka
- Malta
- Syria

### Powracające państwa i terytoria
Ostatnio uczestniczące w 1960:
- Australia
- Tahiti

Ostatnio uczestniczące w 1961:
- Rodezja

Ostatnio uczestniczące w 1963: 
- Boliwia
- Cypr
- Izrael
- Jordania
- Malezja
- Peru

### Państwa i terytoria rezygnujące
- Aruba
- Hiszpania
- Montserrat
- Nikaragua
- Turcja

### Państwa nieuczestniczące w konkursie
- Chile
- Filipiny
- Meksyk
- Paragwaj